# Nicole Freytag
Nicole Freytag (* 18. Juli 1980 in Rüdersdorf bei Berlin) ist eine deutsche Schlagersängerin.

## Leben
Ihre ersten musikalischen Erfahrungen sammelte sie seit der 1. Klasse im Schulchor. Parallel dazu besuchte sie den Mädchenchor der Musikschule Berlin-Köpenick. Später nahm sie Einzelgesangsunterricht an der Musik- und Kunstschule Fürstenwalde. 2000 legte sie ihr Abitur ab. Nebenbei bestritt sie Auftritte mit Uwe Jensen. Als Frontsängerin der Mädchenband „Himmelsstürmer“ sammelte sie die ersten Show- und Medienerfahrungen (MDR-Silvesterparty, ARD – Grand Prix der guten Laune, ZDF – Silvesterstadl mit Karl Moik). Sie absolvierte eine Berufsausbildung als Augenoptikerin. 2002 stieg sie bei den Himmelsstürmern aus und widmete sich ihrer Solokarriere. Nach dem Erfolg ihrer ersten Single schlossen sich viele Fernsehauftritte an.

## Diskografie
- März 2003 1. Single-CD Feuer in der Nacht
- Juli 2003 2. Single-CD Nenn es Liebe
- Januar 2004 3. Single-CD Zaubermond
- 2004 1. Album Liebe fängt im Herzen an
- November 2004 Wenn wir in Kinderaugen seh’n
- 2005 2. Album Deine Augen sagen alles
- März 2005 Single Mach das noch mal mit mir
- November 2005 Single-CD Ich möchte dich wiedersehn
- 13. April 2006 Single-CD Längst vergessene Träume
- 2. Oktober 2006 Single-CD Am Ende bleibt ein Traum zurück
- 2008 Single-CD Wo keine Rosen sind
- Juli 2012 Single Nie genug